# 篠崎環奈
篠崎環奈（日语：篠崎かんな，1993年8月15日—），日本前AV女優。所屬事務所是ARROWS。

## 簡歷
2019年1月以體型豐滿的巨乳AV女優身分出道。剛開始是一位戲劇演員，經由熟人的介紹而演出。
2019年12月4日在成人廣播獎2020的新人女優賞中獲得提名。
2020年7月31日宣布自AV界引退。本來想等成人廣播獎結束後在宣布，但由於家庭因素而提前宣布。

## 外部連結
- 篠崎環奈的X（前Twitter）（2019年1月31日 - ）
- 篠崎環奈的Instagram帳戶